# Chó săn chân lùn
Chó săn chân lùn (Basset hound) là một loài chó săn có nguồn gốc từ nước Pháp. Đây là giống chó săn mùi, chuyên đánh hơi con mồi để sủa báo động.

## Tổng quan
Chó săn Basset là giống chó săn với bản tính tự nhiên và hiền hòa, chó săn Basset xuất hiện lần đầu vào thế kỉ 16, với mục đích săn bắt những loài thú nhỏ như con lửng hay thỏ. Tính cách không hiếu chiến của chó săn Basset khiến chúng được yêu thích bởi những người sành nuôi chó, những thợ săn và trong cả các gia đình. Năm 1585 taị Pháp, lần đầu tiên các tên chó Basset (chó săn chân lùn) xuất hiện trong một cuốn sách nói về chuyện đi săn và được chú ý tại Anh quốc vào những năm cuối của thập kỷ 1800. Tại đảo quốc này chúng được nuôi để săn thỏ.

## Đặc điểm
Chó săn Basset thường có một thân hình nặng nề, thấp lùn cùng với một cặp tai dài và mềm mại duyên dáng. Chúng cao không quá 14 inch (30 – 38cm) và có trọng lượng từ 23–29kg, tuổi đời chúng từ 10 -12 năm. Đây là một giống chó tình cảm và biết vâng lời. Chúng còn là một người bạn đầy cảnh giác lúc đi bên chủ nhờ khả năng đánh hơi thuộc loại tốt so với các loài chó khác. Chó săn Basset còn được dùng làm chó chữa bệnh bởi sự nhạy cảm và cư xử tốt đối với loài người, chúng là giống chó thân thiện với con người. Bộ lông ngắn của chúng giúp ít phải bận tâm đến việc cắt tỉa.

## Tập tính
Cũng giống như những con gia súc khác, chó Basset rất háu ăn. Bởi vậy khi nuôi chó Basset phải kỹ lưỡng trong vấn đề dinh dưỡng, để cho khỏi béo phì, nhất là những con đực, vì nếu chúng phệ ra thì dương vật sẽ cọ xát đất, dễ bị tổn thương. Cần cho chó Basset tập chạy thường xuyên. Giống như nhiều loại chó săn khác, giống Basset Hound đôi lúc tỏ ra cứng đầu khó dạy. Thế nhưng thường thì bản chất chúng rất tốt, làm bạn đồng hành khăng khít với chủ nhân. Nếu chọn một con giống trong bầy chó con, thì tốt hơn nên chọn con nào có cẳng chân thấp nhất.
Chúng tin tưởng hoàn toàn vào con người. Nếu như có một chú chó săn thì chú chó đó sẽ yêu quá gia chủ, bám lấy chủ suốt cuộc đời chúng. Khi bị bỏ một mình ở nhà chú chó cảm thấy buồn bã. Tính tình của chúng chan hoà, tình cảm, tốt với trẻ em, đôi khi bướng bỉnh, chó săn Basset cũng sống tốt trong môi trường căn hộ. Khi ở trong nhà chúng tỏ ra khá lười vận động. Tuy nhiên khi được thả ra ngoài chúng có thể chạy hàng giờ mà không biết mệt mỏi. Chúng cần được vận động nhằm giữ gìn sức khỏe nhưng nhu cầu tập luyện của chúng cũng tương đối thấp, nên có thể dễ dàng đưa chúng đi tản bộ bất cứ lúc nào.